# Дашер (Џорџија)
Дашер (Џорџија) (енгл. Dasher) град је у америчкој савезној држави Џорџија. По попису становништва из 2010. у њему је живело 912 становника.

## Демографија
Према попису становништва из 2010. у граду је живело 912 становника, што је 78 (9,4%) становника више него 2000. године.
| Група             | 2000.       | 2010.       |
| Белци             | 772 (92,6%) | 767 (84,1%) |
| Афроамериканци    | 22 (2,6%)   | 75 (8,2%)   |
| Азијати           | 8 (1,0%)    | 4 (0,4%)    |
| Хиспаноамериканци | 19 (2,3%)   | 42 (4,6%)   |
| Укупно            | 834         | 912         |